# Марич, Милан (род. 1981)
Милан Марич (серб. Милан Марић; род. 26 сентября 1981, Белград, Югославия) — сербский актёр кино и телевидения. Известен по исполнению главной роли в фильме «Раны».

## Биография и карьера
Родился 26 сентября 1981 года в Белграде.
В 1998 году дебютировал в кино в фильме «Раны», где сыграл главную роль Швабы.
Его следующая работа была в 2004 году в драматическом фильме «Дыши глубоко», где он сыграл второстепенную роль. Здесь в этом фильме речь идёт о главной героине Саше, чьи амбиции сорваны в результате автомобильной аварии.
В 2005 году Марич появился в комедии «Мы не ангелы-2», где он снова снялся в эпизодической роли бизнесмена. В комедийном фильме рассказывается о его персонаже по имени Никола (Никола Койо), отце 15-летней дочери, который обязуется защищать свою дочь от назойливых поклонников.
Вскоре в телевизионном проекте Милана появилась криминальная драма «Аисты возвращаются» о трёх искателях приключений, которые вынуждены поселиться в деревне, чтобы скрыться от преследования. Позже было продолжение фильма под названием «Аисты в тумане», где также он вновь сыграл свою роль.
В 2009 году в сербских кинотеатрах была выпущена драма «Запретная любовь с Миланом», а через два года состоялась премьера комедии «Парад», посвящённой формированию ЛГБТ-движения в Сербии.
В 2010 году он появился в реалити-шоу «Великий брат», сербской версии «Большого брата».
Фильм 2013 года «Мамарош» стал особенно значительным в карьере актёра. Фильм рассказывает о жизни маминого мальчика Перы Илич (Богдан Диклич), белгородского кинематографиста. Этот фильм был показан на Московском международном кинофестивале.

## Избранная фильмография

### Фильмы
- Раны (1998)
- Парад (2011)
- Мамарош (2013)

### Телевидение
- Великий брат (2010)